# Can Maties (Anglès)
Can Maties és una obra d'Anglès (Selva) protegida com a Bé Cultural d'Interès Local.

## Descripció
Casa de tres plantes entre mitgeres i coberta de dues aigües a façana del cantó esquerre del carrer d'Avall. Respon a la tipologia de casa medieval.
La planta baixa té una porta principal d'accés en forma d'arc de mig punt amb petites dovelles poc escairades i una finestra de permòdols amb ampit treballat i reixa de ferro forjat.
El primer pis té una finestra de pedra amb ampit motllurat i tres blocs de suport inferior, que es repeteix de mode similar al segon pis.
La major part de la façana és de pedra vista, però la part superior està arrebossada, des de la finestra del segon pis a la teulada. Aquesta té un ràfec de tres nivells.

## Història
Intervenció i reforma de la façana l'any 1974.